# Niels Overweg
Cornelis Karel ("Niels") Overweg (Amsterdam, 15 mei 1948) is een Nederlands voormalig voetballer. Tijdens zijn loopbaan voetbalde de verdediger onder meer voor DWS en FC Twente.

## Biografie
Overweg speelde in de jeugd van Ajax en maakte zijn debuut in het betaalde voetbal bij DWS, de voorloper van FC Amsterdam. Na vijf seizoenen vertrok hij naar Go Ahead Eagles. Weer twee jaar later liepen de besprekingen voor een nieuw contract bij de Deventenaren vast en greep trainer Spitz Kohn van FC Twente zijn kans om de lange Amsterdammer naar Enschede te halen. Het seizoen 74/75 werd meteen zeer succesvol. FC Twente reikte tot de finale van de KNVB beker en de UEFA Cup en werd vierde in de competitie.
In 1975 speelde Overweg vier keer in het Nederlands Elftal, onder bondscoach George Knobel. Hij maakte zijn debuut als invaller in een wedstrijd tegen West-Duitsland, maar na een met 4-1 verloren interland tegen Polen werd hij niet meer uitgenodigd. In 1977 kwam Twente met Overweg opnieuw in de finale van de KNVB beker, die ze dit keer wonnen.
Na zeven seizoenen bij FC Twente gespeeld te hebben, raakte Overweg op een zijspoor en mocht hij van het bestuur van de Tukkers vertrekken. Hij speelde vervolgens nog twee jaar bij DS'79 uit Dordrecht. Ook als trainer was Overweg actief in het betaalde voetbal, in seizoen 1987/88 bij Vitesse, in de periode 1990-1993 bij Telstar en in het seizoen 1994/95 bij SC Cambuur als tijdelijk opvolger van Fritz Korbach. Een sollicitatie bij zijn oude club FC Twente werd in 2001 afgewezen. In 2003 was hij enige tijd jeugdtrainer bij Cambuur Leeuwarden. In oktober 2006 kwam hij als trainer van de amateurclub SC Franeker in het nieuws omdat hij tijdens een wedstrijd een voetballer van de tegenpartij in de neus zou hebben gebeten. Hoewel Overweg het incident ontkende, werd hij door zijn club ontslagen.
Hij is inmiddels met pensioen en woont in Leeuwarden.

## Clubstatistieken
| Seizoen | Club            | Competitie     | Duels | Goals |
| ------- | --------------- | -------------- | ----- | ----- |
| 1967/68 | DWS             | Eredivisie     | 15    | 1     |
| 1968/69 | DWS             | Eredivisie     | 32    | 1     |
| 1969/70 | DWS             | Eredivisie     | 33    | 1     |
| 1970/71 | DWS             | Eredivisie     | 34    | 1     |
| 1971/72 | DWS             | Eredivisie     | 32    | 1     |
| 1972/73 | Go Ahead Eagles | Eredivisie     | 29    | 4     |
| 1973/74 | Go Ahead Eagles | Eredivisie     | 32    | 1     |
| 1974/75 | FC Twente       | Eredivisie     | 20    | 4     |
| 1975/76 | FC Twente       | Eredivisie     | 24    | 1     |
| 1976/77 | FC Twente       | Eredivisie     | 27    | 0     |
| 1977/78 | FC Twente       | Eredivisie     | 29    | 0     |
| 1978/79 | FC Twente       | Eredivisie     | 31    | 2     |
| 1979/80 | FC Twente       | Eredivisie     | 29    | 1     |
| 1980/81 | FC Twente       | Eredivisie     | 21    | 0     |
| 1981/82 | DS'79           | Eerste divisie | 22    | 0     |
| 1982/83 | DS'79           | Eerste divisie | 32    | 0     |
| Totaal  | Totaal          | Totaal         | 442   | 18    |